# 阿登卡塔鄉 (蘇恰瓦縣)
47°45′N 26°18′E / 47.750°N 26.300°E
阿登卡塔鄉（羅馬尼亞語：Comuna Adâncata, Suceava），是羅馬尼亞的鄉份，位於該國東北部，由蘇恰瓦縣負責管轄，面積77平方公里，海拔高度354米，2007年人口4,204，人口密度每平方公里55人。